# Île de la Serre
Pour les articles homonymes, voir Serre (homonymie).
L'île de la Serre (parfois orthographiée isle de la Serre) est une île du Rhône, située face à Sault-Brénaz (Ain), mais dépendant administrativement de Porcieu-Amblagnieu (Isère). Elle est longue d'environ 1,5 km pour une largeur maximale de 250 m.
L'île de la Serre est le centre de l'aménagement de Sault-Brénaz, constitué du barrage de Villebois et de la centrale hydroélectrique de Sault-Brénaz, qui la relient aux deux rives du Rhône.
Un stade d'eau vive a été aménagée (Espace Eau Vive de l'Isle de la Serre), ce qui en fait un site renommé de pratique de kayak.
Elle ne doit pas être confondue avec une autre « île de la Serre », située également sur le Rhône, à environ 10 km en aval, près de Proulieu (commune de Lagnieu).